# Магдалена София фон Хесен-Хомбург
Магдалена София фон Хесен-Хомбург (на немски: Magdalene Sophie von Hessen-Homburg; * 24 април 1660, Бингенхайм, днес част от Ехцел; † 22 март 1720, Браунфелс) е принцеса от Хесен-Хомбург от младата линия Хесен-Хомбург на Дом Хесен и чрез женитба графиня на Золмс-Браунфелс-Грайфенщайн.

## Произход
Тя е дъщеря на ландграф Вилхелм Христоф фон Хесен-Хомбург (1625 – 1681) и София Елеонора фон Хесен-Дармщат (1634 – 1663), дъщеря на Георг II фон Хесен-Дармщат. По-голямата ѝ сестра Христина Вилхелмина се омъжва през 1671 г. за херцог Фридрих фон Мекленбург (1638 – 1688).

## Фамилия
Магдалена София се омъжва на 23 януари 1679 г. в Бингенхайм за граф Вилхелм Мориц фон Солмс-Грайфенщайн (1651 – 1724). Те имат тринадесет деца:
- Вилхелм Фридрих (1680)
- Карл Лудвиг (1681 – 1682)
- Вилхелм Хайнрих (1682 – 1700)
- Леополд Карл (1689 – 1690)
- Фридрих Вилхелм (1696 – 1761), от 1742 княз на Золмс-Браунфелс

∞ на 15 април 1719 за принцеса Магдалена Хенриета фон Насау-Вайлбург (1691 – 1725), дъщеря на Йохан Ернст фон Насау-Вайлбург
∞ на 9 март 1726 за графиня София Магдалена Бенигна фон Золмс-Лаубах (1701 – 1744), дъщеря на Карл Ото фон Золмс-Лаубах-Утфе и Текленбург
∞ на 30 декември 1745 за пфалцграфиня Каролина Катарина фон Биркенфелд (1699 – 1785), дъщеря на Йохан Карл фон Биркенфелд-Гелнхаузен
- София Сибила Вилхелмина (1684 – 1727)
- Мария Ернестина (1685)
- Елизабет Магдалена (1686)
- Албертина Амелия (1688 – 1689)
- Христина Шарлота (1690 – 1751), ∞ на 3 октомври 1722 за ландграф Казимир Вилхелм фон Хесен-Хомбург (1690 – 1726)
- дъщеря (* 1691)
- Магдалена Сибила (* 1698)
- Доротея София (1699 – 1733), ∞ на 3 декември 1730 за бургграф и граф Албрехт Кристоф фон Дона-Шлобитен-Лайстенау († 1752), полковник-лейтенант